# 馬場和幸
馬場 和幸（ばば かずゆき、1967年8月14日 - ）は、日本の男性声優。オフィス薫所属。京都府出身。

## 略歴
オフィス薫附属声優養成所第2期卒業生。

## 人物
音域はバリトン。方言は京都弁、大阪弁。
趣味は野球、読書、コンピュータ。

## 出演

### テレビアニメ
- ベターマン（1999年、ヒノキの父）

### OVA
- お釈迦さまの話

### ゲーム
- 三国志パズル大戦（法正、賈ク）

### 吹き替え
- あなたにムチュー
- アルゴノーツ 伝説の冒険者たち
- アンドロメダ（リーパー）
- ジェイソン・アンド・ジ・アルゴノーツ（ポルタス）
- 十戒（技師）
- 聖書物語（ヨセフ、ルツ）
- 超感覚刑事ザ・センチネル（フレデリック、ティモシー）
- ナショナル・セキュリティ（テイラー）
- パワーレンジャー・ライトスピード・レスキュー（リズツウィン）
- パンツァー　鋼鉄師団
- 非常戦闘区域
- ファンタズム IV
- HOT ROD DOG
- レリックハンター

### ボイスオーバー
- 緊急救命獣医（ルー）
- ワイルドショー
- ワイルドアイランド